# Christian August Friedrich Garcke
Christian August Friedrich Garcke (Bräunrode perto de  Mansfeld , 25 de outubro de 1819 – Berlim, 10 de janeiro de 1904) foi um farmacêutico e botânico alemão.
Em 1865 foi empossado no Jardim botânico de Berlim; e em 1871 assumiu o cargo de professor excepcional de botânica. Entre seus colegas adquire sólida reputação como uma importante autoridades em fanerógamas da Alemanha.
Sua Flora de Alemania, de 1849, foi usada extensamente. Garcke também foi coeditor de uma multiplicidade de tratados botânicos, e em novas edições melhoradas de seus trabalhos prévios. De 1867 a 1882 foi editor da revista Linnæa.
Sepultado nos Friedhöfe vor dem Halleschen Tor em Berlim.

## Obras
- A. Garcke: August Garcke's illustrierte Flora von Deutschland. Zum Gebrauche auf Exkursionen, in Schulen und zum Selbstuntericht. 20., umgearbeitete Auflage. Herausg. von F. Niedenzu. Verlangsbuchhandlung Paul Parey, Berlin 1908.
- A. Garcke: Illustrierte Flora Deutschland und angrenzende Gebiete. 23., völlig neu gestaltete Ausgabe. Herausg. v. K. von Weihe. Verlag Paul Parey, Berlin und Hamburg 1972. ISBN 3489680340